# Mary Engle Pennington
Mary Engle Pennington (8 octobre 1872 – 27 décembre 1952) est une chimiste, bactériologiste et ingénieur en réfrigération américaine. Elle a notamment travaillé pendant douze ans pour ce qui deviendra la Food and Drug Administration (FDA), elle a établi les premières normes d'hygiène et a été pionnière dans le domaine de la réfrigération alimentaire. Elle a travaillé pour la réalisation d'une chaîne du froid ininterrompue depuis le producteur  au consommateur et a participé au développement de réfrigérateurs, de chambres froides et de véhicules frigorifiques ferroviaires, les wagons de type UIC-I.

## Études

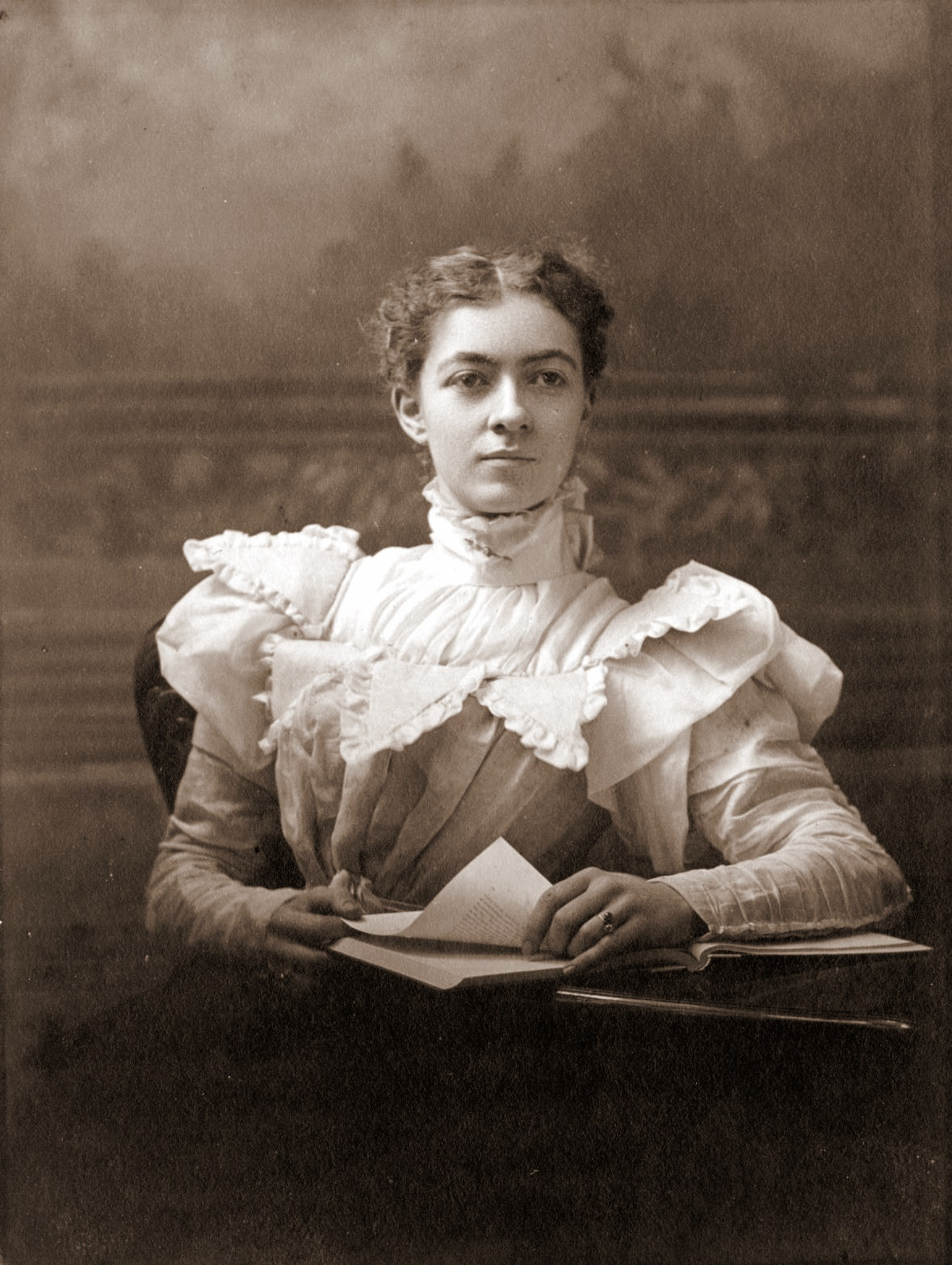
Mary Engle Pennington vers 1890.

Après avoir obtenu son diplôme d'études secondaires, Mary Engle Pennington elle étudie à partir de  1890 la biologie et la chimie à la Towne Scientific School et la bactériologie au laboratoire d'hygiène  de l'université de Pennsylvanie qui lui confère, en 1892, seulement un certificat de compétence (certificate of proficiency) parce qu à cette date l'université ne décernait pas le grade universitaire de bachelor aux femmes. Cependant, elle est admise en tant que doctorante et obtient son doctorat (Ph. D.) en chimie en 1895 sous la direction d'Edgar Fahs Smith. Elle obtient ensuite une bourse de deux ans en botanique de l'université puis une bourse d'une année en chimie physiologique à l'université Yale,

## Travail pour la ville de Philadelphie et la FDA
De retour à Philadelphie en 1898, Pennington est embauchée comme directrice de laboratoire au Woman’s Medical College of Pennsylvania, où elle est également active comme enseignante. Parallèlement, elle dirige pendant plusieurs années son propre laboratoire d'analyse pour les médecins de la région. Grâce à la réputation acquise, Mary Engle Pennington est embauchée en 1904 par le service de la santé de la ville de Philadelphie, comme directrice du laboratoire bactériologique. Elle est alors entre autres responsable  des produits laitiers vendus dans la ville, et elle s'engage à améliorer les conditions sanitaires chez les agriculteurs et les vendeurs et plaide pour l'établissement de règlementations légales. En 1907, elle change pour le  Bureau of Chemistry du département de l'agriculture (USDA) qui devient en 1927 la  Food and Drug Administration (FDA), et où elle travaille en tant que bactériologiste. C'est ici qu'elle est remarquée par Harvey Washington Wiley (en), alors directeur de l'USDA, et qui la nomme en 1908 à la tête du nouveau Food Research Laboratory.
Wiley joue un rôle déterminant dans l'adoption du Pure Food and Drug Act, loi entrée en vigueur en 1906, la première d'une série de lois importantes  sur la protection des consommateurs publiées au XXe siècle pour réglementer et surveiller les produits alimentaires et pharmaceutiques distribués aux États-Unis, et qui a conduit ultérieurement à la fondation de la FDA. Mary Engle Pennington y développe jusqu'en 1919 des tests pour l'identification d'aliments avariés et a été pionnière dans la sécurisation du transport et du stockage d'aliments frais pour éviter leur détérioration. Elle s'est concentré sur la réduction de la contamination bactérienne au moyen de la réfrigération, particulièrement pour les œufs, la volaille et les produits laitiers. Elle a étudié les températures optimales nécessaires, a plaidé en faveur d'une chaîne de froid continue jusqu'au consommateur, a développé des camions frigorifiques spéciaux (wagons de type UIC-I) pour le transport ferroviaire et a contribué à améliorer la conception et la construction de réfrigérateurs de chambres froides et armoires réfrigérées.   L'effectif du laboratoire, au début de quatre personnes, a grandi sous sa direction jusqu'à compter, en 1919, 55 employés,.

## Entreprise de conseil et laNational Association of Ice Industries
Insatisfaite de la collaboration de l'USDA avec le Food Research Laboratory et du manque de soutien par son nouveau directeur, Mary Engle Pennington  quitte la fonction publique en 1919. Elle travaille jusqu'en 1922 pour American Balsa, une entreprise qui fabrique des réfrigérateurs et des camions réfrigérés. Elle fonde en 1920 son propre bureau de consultants à New York, qui a existé jusqu'à sa mort en 1952. En 1923, elle accepte l'offre de la National Association of Ice Industries (NAII) de diriger le Household Refrigeration Bureau. Jusqu'au début des années 1930, elle s'engage dans le maintien de la chaîne du froid aussi du côté des consommateurs et fait du lobbying pour l'utilisation d'armoires réfrigérées dans les ménages, précurseurs des réfrigérateurs modernes qui émergent et qui représentent plus tard une perte économique grandissante pour la NAII.

## Distinctions
- 1919: Notable Service Medal (sous la présidence de Herbert Hoover)[3]
- 1940: Médaille Garvan-Olin (American Chemical Society)[10]
- 2002: National Women's Hall of Fame[11]
- 2007: ASHRAE Hall of Fame (American Society of Heating, Refrigerating and Air-Conditioning Engineers)[12]
- 2018: National Inventors Hall of Fame